# Saint-Offenge-Dessous
Saint-Offenge-Dessous ist mit 803 Einwohnern (Stand: 1. Januar 2019) seit dem 1. Januar 2015 ein Ortsteil und Verwaltungssitz der Commune nouvelle Saint-Offenge im Arrondissement Chambéry des Départements Savoie. Sie besitzt nicht den Status einer Commune déléguée.

## Geographie
Saint-Offenge-Dessous liegt auf 587 m, etwa 20 km nordnordöstlich der Stadt Chambéry (Luftlinie). Das ehemalige Bauerndorf erstreckt sich im Alpenvorland an aussichtsreicher Lage auf einem Plateau am unteren Westabhang der Montagne de Bange (Teil des Massivs der Bauges), über dem Taleinschnitt eines kleinen Flusses, der Sierre.
Die Fläche des 7,92 km² großen Gebiets der ehemaligen Gemeinde umfasst einen Abschnitt des französischen Alpenvorlandes. Die westliche Grenze verläuft entlang der in ein Erosionstal eingeschnittenen Sierre, welche mit ihren Seitenbächen das Gebiet nach Westen zum Lac du Bourget entwässert. Vom Tal der Sierre erstreckte sich das Gemeindeareal ostwärts über einen sanft ansteigenden Hang auf das Plateau von Saint-Offenge-Dessous, das eine Moorfläche aufweist. Daran schließt sich ein immer steiler ansteigender und bewaldeter Hang an. Der Gemeindeboden reichte bis auf den Höhenrücken der Montagne de Bange, auf dem mit 1410 m die höchste Erhebung von Saint-Offenge-Dessous erreicht wird. Der Gemeindeteil liegt innerhalb des Regionalen Naturparks Massif des Bauges (frz.: Parc naturel régional du Massif des Bauges).
Zu Saint-Offenge-Dessous gehören neben dem eigentlichen Ortskern auch verschiedene Weilersiedlungen und Gehöfte, darunter:
- Les Nantets (480 m) im Tal der Sierre
- La Plesse (585 m) auf dem Hochplateau von Saint-Offenge
- Le Croset (520 m) im Tal der Sierre
- Le Rocheret (600 m) am Westfuß der Montagne de Bange
- Les Huguets (690 m) am Westhang der Montagne de Bange

Nachbargemeinden von Saint-Offenge-Dessous waren Saint-Ours und Cusy im Norden, Arith im Osten, Saint-Offenge-Dessus im Süden sowie Montcel und Épersy im Westen.

## Geschichte
Erstmals urkundlich erwähnt wird Saint-Offenge wird im 13. Jahrhundert. Der Ortsname geht auf die heilige Euphemia, Märtyrerin von Chalcedon (Stadt), zurück. Der Namensbestandteil „-Dessous“ entspricht bei deutschen Ortsnamen dem „Unter...“ und unterscheidet die Gemeinde seit dem 14. Jahrhundert vom hangaufwärts gelegenen Saint-Offenge-Dessus, dessen Dorfkirche ursprünglich der gleichen Patronin gewidmet war. Im Mittelalter gehörte Saint-Offenge-Dessous zur Herrschaft La Bâtie-d’Albanais.
Nach dem Anschluss Savoyens an Frankreich 1860 gehörte die Gemeinde lange Zeit zum alten Kanton Aix, ab 1973 zum Kanton Aix-les-Bains-Nord-Grésy und während des Jahres 2015 zum neu geschaffenen Kanton Aix-les-Bains-1. Die Fusion mit dem nur 500 m entfernten Saint-Offenge-Dessus zu einer neuen Gemeinde wurde im Oktober 2014 von den beiden Gemeinderäten beschlossen und trat zum 1. Januar 2015 in Kraft. Saint-Offenge-Dessous wurde der Hauptort der neuen Gemeinde.

## Sehenswürdigkeiten
Die Dorfkirche wurde im 19. Jahrhundert erbaut. Oberhalb von Le Croset steht eine Landkapelle.

## Bevölkerung
| Bevölkerungsentwicklung | Bevölkerungsentwicklung |
| Jahr                    | Einwohner               |
| ----------------------- | ----------------------- |
| 1962                    | 261                     |
| 1968                    | 239                     |
| 1975                    | 228                     |
| 1982                    | 299                     |
| 1990                    | 421                     |
| 1999                    | 491                     |
| 2006                    | 566                     |
| 2011                    | 672                     |

Mit zuletzt 691 Einwohnern (Stand 1. Januar 2013) gehörte Saint-Offenge-Dessous zu den kleinen Gemeinden des Département Savoie. Nachdem die Einwohnerzahl im 20. Jahrhundert rückläufig war, wurde seit Beginn der 1980er Jahre dank der schönen Wohnlage wieder eine deutliche Bevölkerungszunahme verzeichnet. Der INSEE-Code der Gemeinde war 73263 und wird von Saint-Offenge weitergeführt.

## Wirtschaft und Infrastruktur
Saint-Offenge-Dessous war bis weit ins 20. Jahrhundert hinein ein vorwiegend durch die Landwirtschaft geprägtes Dorf. Daneben entwickelten sich in der letzten Zeit verschiedene Betriebe des lokalen Kleingewerbes. Mittlerweile hat sich das Dorf auch zu einer Wohngemeinde entwickelt. Viele Erwerbstätige sind Wegpendler, die in den größeren Ortschaften der Umgebung sowie im Raum Chambéry und Annecy ihrer Arbeit nachgehen.
Die Ortschaft liegt abseits der größeren Durchgangsstraßen. Die Hauptzufahrt erfolgt von der Departementsstraße D911, die von Grésy-sur-Aix nach Cusy führt. Weitere Straßenverbindungen bestehen mit Saint-Ours und Montcel. Der nächste Anschluss an die Autobahn A41 befindet sich in einer Entfernung von rund 10 km.